# 33623 Kyraseevers
33623 Kyraseevers è un asteroide della fascia principale. Scoperto nel 1999, presenta un'orbita caratterizzata da un semiasse maggiore pari a 2,3519534 UA e da un'eccentricità di 0,1466941, inclinata di 2,98462° rispetto all'eclittica.